# Reckless (serie televisiva)
Reckless è una serie televisiva statunitense del 2014.